# Believe (Justin Bieber-album)
 For alternative betydninger, se Believe. (Se også artikler, som begynder med Believe)
Believe er det fjerde album studiealbum fra den canadiske musiker Justin Bieber.

## Baggrund og optagelse
Justin Bieber afslørede titlen på det nye album på UK's Capital FM i slutningen af. Han sagde også at Kanye West og Drake ville være med på albummet, idet "Jeg arbejder med en masse fede mennesker. Jeg arbejder med Kanye. Drake kommer til at arbejde på albummet sammen med mig". Den 17. december, 2011, bekræftede Drake at han ville være med på det nye album under en koncert i Los Angeles. To måneder senere, tweetede Bieber's manager Scooter Braun at det to var klar til at optage albummet i studiet. Braun tweetede også at Cody Simpson ville være med til at optage albummet sammen med Bieber, hvilket også blev nævnt af Simpson på Twitter.

## Singler
Den 22. februar, 2012, afslørede Bieber på Twitter at den første single fra hans kommende studiealbum, Believe ville blive udgivet i marts 2012. Den 1. marts, 2012, optrådte Bieber på The Ellen DeGeneres Show hvor han meddelte at den første single fra hans fremtidige album, Believe ville blive kaldt Boyfriend og ville blive udgivet den 26. marts, 2012.

## Trackliste
- "Boyfriend" (produceret af Mike Posner; skrevet af Justin Bieber, Michael Posner, Mason Levy og Mat Musto)[8]
- "Catching Feelings"
- "Be Alright"  [9]
- "Die In Your Arms"  [10]
- "As Long As You Love Me" [11]
- "Right Here" (featuring Drake)[12]
- "TBA"  (featuring Taylor Swift) [13][14]
- "TBA" (featuring Usher) [15]
- "TBA"  (featuring Cody Simpson) [16]